# Stipa tenuissima
Stipa tenuissima är en gräsart som beskrevs av Carl Bernhard von Trinius. Stipa tenuissima ingår i släktet fjädergrässläktet, och familjen gräs. Inga underarter finns listade i Catalogue of Life.